# Mengshäuser Kuppe
Die Mengshäuser Kuppe ist ein 473,4 m ü. NHN hoher Berg zwischen Rhön und Knüllgebirge. Naturräumlich zählt sie zu den Haune-Hochflächen im Fulda-Haune-Tafelland im Osthessischen Bergland. Nordwestlich des Berges liegt im Fuldatal das namensgebende Mengshausen, ein Ortsteil von Niederaula. Auf der anderen Seite des Berges befinden sich Holzheim und Kruspis, zwei Ortsteile von Haunetal. Auf dem Gipfel des vollständig bewaldeten Berges steht innerhalb der Gemarkung von Mengshausen ein Aussichtsturm. Am auslaufenden nördlichen Hang der Mengshäuser Kuppe befindet sich der Burgstall Wallenfels.

## Heussner-Turm
Auf der Mengshäuser Kuppe stand schon 1922 eine Aussichtskanzel aus Holz. Der erste aus Holz gebaute Heussner-Turm stand von 1932 bis 1943. Der heutige 25 m hohe Turm wurde 1964 aus Betonfertigteilen mit dreieckigem Querschnitt errichtet und 1990 saniert. Der Namensgeber Harry Heussner, Amtsgerichtsrat beim Gericht in Niederaula, war 40 Jahre lang Präsident des Knüllgebirgsvereins. Der frei zugängliche Heussner-Turm bietet einen hindernislosen Rundumblick auf das Knüllgebirge im Nordwesten, die Rhön im Südosten und den Vogelsberg im Südwesten. Bei guter Sicht sind auch der Hohe Meißner im Nordosten und der Große Inselsberg im Osten zu sehen.

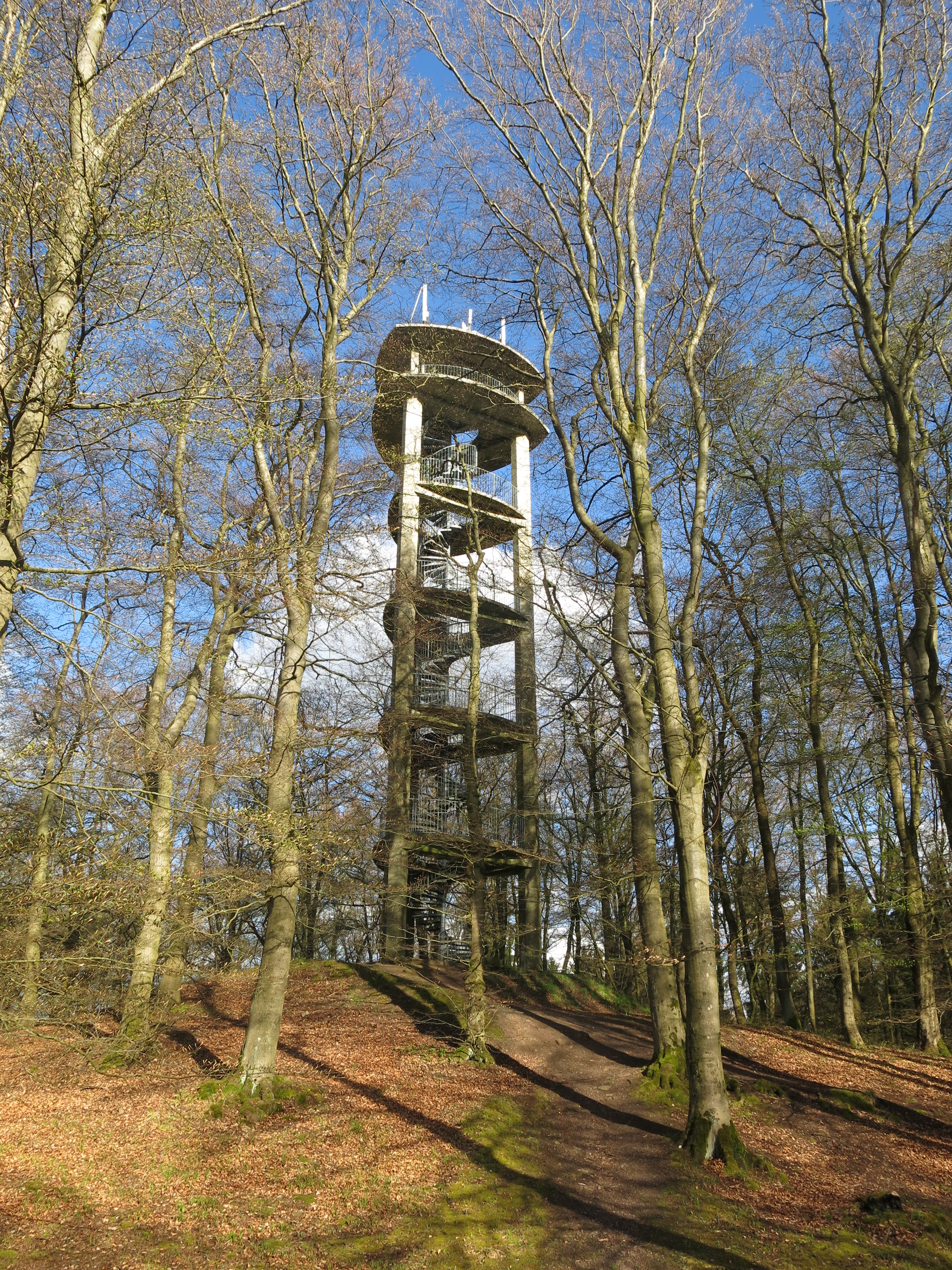
Heussner-Turm
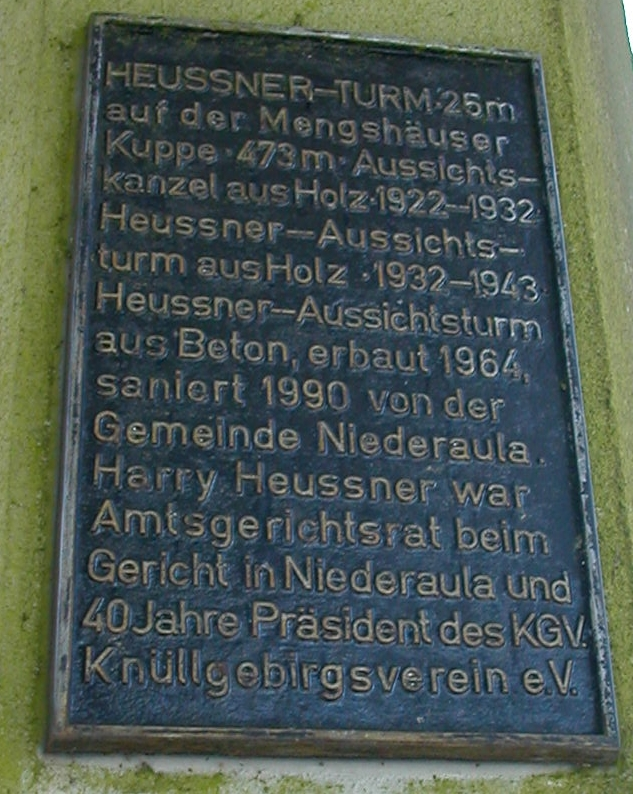
Tafel zu Füßen des Heussner-Turms
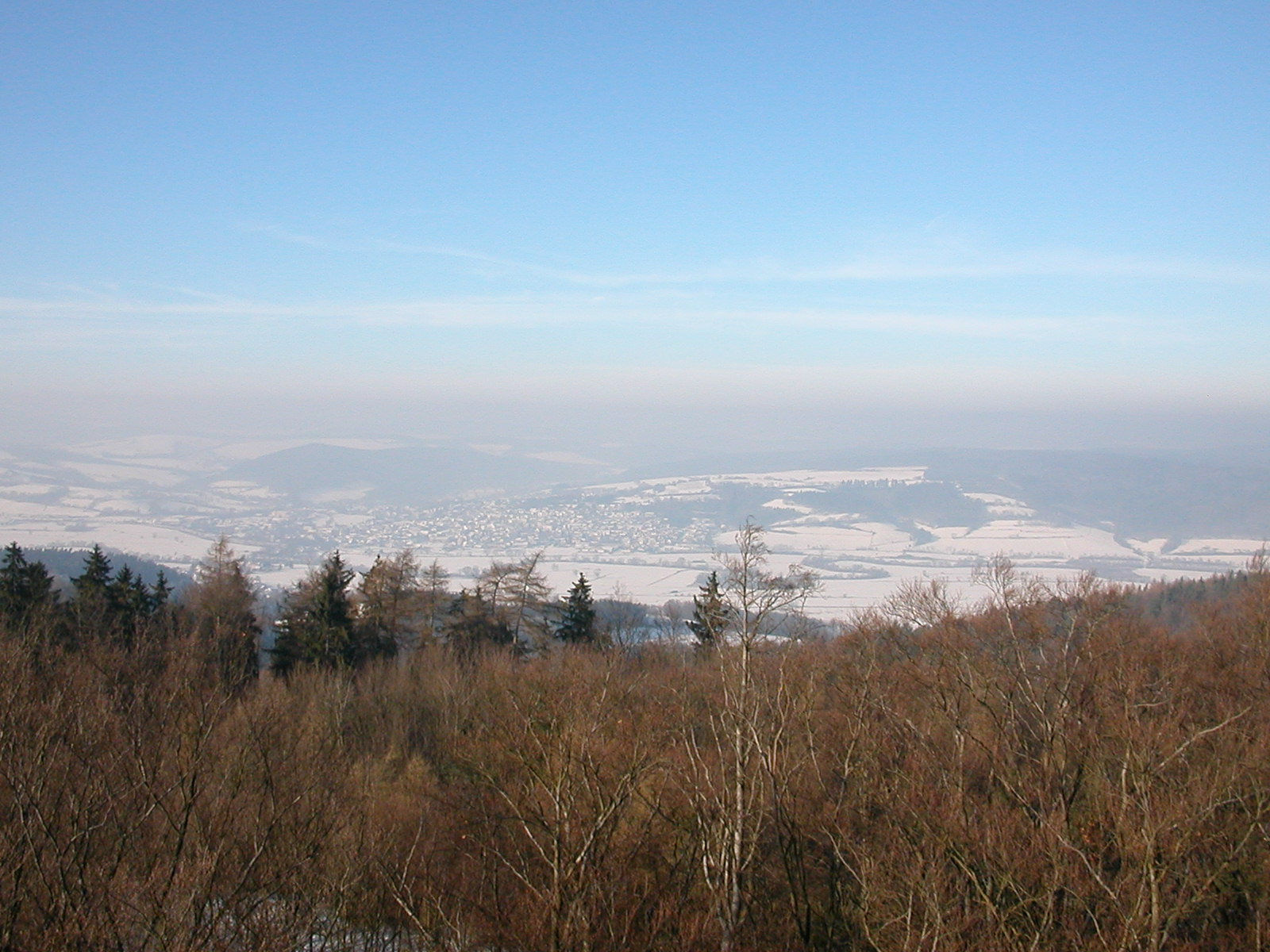
Blick vom Heussner-Turm nach Nordwesten auf das verschneite Niederaula
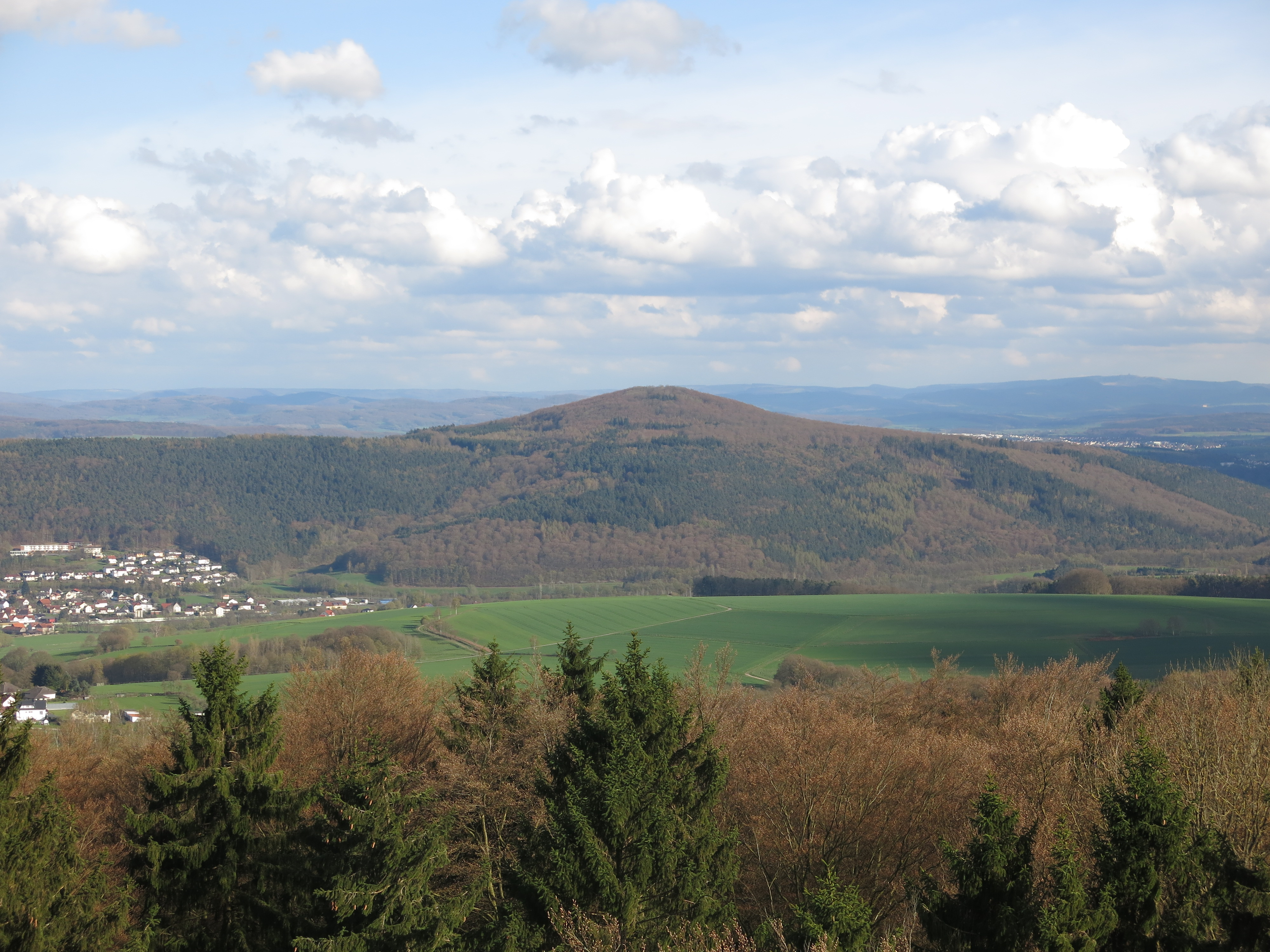
Blick vom Heussner-Turm nach Südosten zur Rhön